# タールヴェグ
地理学や地形学において、タールヴェグ（thalweg, talweg [ˈtɑːlvɛɡ]）とは、河川、海峡等の水路の中で最も標高の低い（水深の深い）場所を結んだ線のことである。日本語においてはタールウェグ、タルヴェグ、サルヴェグなどとも表記し、谷線（たにせん）と訳される。
国際法上では、タールヴェグとは、国境をなす水路における主要な航行可能な水路の中央部を指す。国際法上では、紛争中の河川の境界線はしばしばその河川のタールヴェグに沿っているとみなされるため、タールヴェグは特別な意味を持つ。

## 語源
英語のthalwegまたはtalwegは、19世紀のドイツ語に由来する。ドイツ語のThalweg（現代語ではTalwegと綴る）は、「谷」を意味するThal（1901年に改訂されたドイツ語の正書法ではTalと表記）と、「道」を意味するWegから作られた複合名詞である。文字通り「谷の道」という意味で、現代のドイツ語ではTalwegという綴りで、日常語では谷の底に沿って続く道の意味で、地理学では英語でも採用されているより専門的な意味で使われている。

## 水文学
水路や河川の地形では、タールヴェグは、川底の下り勾配の全長に沿って最も低い点を結ぶように引かれた線であり、最も深い水路を定義する。すなわち、タールヴェグは、水路の自然な方向（プロフィール）を示している。
また、タールヴェグは、地表の流れと同じ方向に浸透する地下の流れを指すこともある。

## タールヴェグの原則
タールヴェグの原則（タールヴェグ・ドクトリン、タールヴェグの法則とも呼ばれる）とは、2つの政治的エンティティの境界がある水路（河川、海峡等）であるとだけ規定され、それ以上の記述（中央線、右岸、東岸、干潮線など）がない場合、その境界はその水路のタールヴェグに従うという法原則である。特に、境界線は、主要な航行可能な水路（多くは最も深い部分）の中心に沿っている。河川に複数の航行可能な水路がある場合は、主に下流への移動に使用される（一般的には最も強い流れを持つ）水路が使用される。この定義は、特定の記述にも使用されている。例えば、ヴェルサイユ条約では、「（航行可能な）水路によって定義される境界の場合」には、「主要な航行水路の中央線」に沿って境界を定めると規定されている。
河川の境界線を正確に引くことが重要になったことは多数の例がある。代表的な例としては、イラン＝イラク国境のシャットゥルアラブ川、中央ヨーロッパのドナウ川（クロアチア・セルビア国境紛争）、ナミビアとボツワナの間のカシキリ/セドゥドゥ島紛争（1999年に国際司法裁判所で決着）などがある。ガイアナとスリナムの間の海上国境に関する2004年の国際海洋法に基づく紛争決着では、コーランタイン川のタールヴェグが判決に一役買っている。
時折洪水が発生する川や、特に春先に雪や氷が溶けて増水する川では、タールヴェグが変化することがある。これは、国境がタールヴェグで規定されている場合に、国境が変化する可能性があることを意味する。フィンランド＝スウェーデン国境は、このために何度か変更されている。